# Jordi Galí Camprubí
Jordi Galí Camprubí (Barcelona, 1944) és un Interiorista català. Va estudiar arquitectura tècnica a Barcelona i va començar la seva tasca professional col·laborant amb el seu pare, el també interiorista Jordi Galí Figueres. El 1965 va participar en la constitució de l'empresa familiar G-3 aportant alguns dissenys. El 1972 va establir el seu propi estudi d'interiorisme des d'on ha realitzat projectes per a comerços, restaurants i oficines de Barcelona. Ha dissenyat algunes col·leccions de mobiliari.
Entre els seus dissenys cal destacar el tamboret Freedom (1966), les cadires de plàstic produïdes per G-3 i el tamboret premiat als Delta ADI FAD l'any 1966.